# Fuga nei mondi perduti
Fuga nei mondi perduti (Ports of Call) è un romanzo di  fantascienza dello scrittore statunitense Jack Vance pubblicato per la prima volta nel 1998.
Racconta il viaggio picaresco del giovane Myron Tany attraverso la Dominazione Gaenica; il romanzo Lurulu del 2004 ne è il seguito.

## Storia editoriale
Fu pubblicato nel 1998.
La traduzione italiana di Maura Arduini è stata pubblicata dalla Mondadori nel 1999, nel volume n. 1352 della collana Urania e poi di nuovo nel 2007, nel volume n. 45 della collana Millemondi come parte dell'antologia Myron Tany e I vandali dello spazio, che comprende anche il seguito Lurulu ed un terzo romanzo: I vandali dello spazio.

## Trama
La famiglia di Myron vorrebbe per lui una carriera sicura e rispettabile nella finanza; tuttavia, quando la sua ricca ed eccentrica prozia Madame Hester Lajoie entra in possesso di uno yacht spaziale, Myron improvvisamente scopre che la realizzazione dei suoi sogni d'avventura a lungo soppressi è a portata di mano. 
In qualità di capitano della nave spaziale entra al servizio di Madame Hester nel suo viaggio alla ricerca di una clinica ove sembra sia possibile ripristinare la perduta giovinezza dei clienti ricchi; Myron scopre presto che sua zia è tanto capricciosa quanto esuberante e dopo una discussione, si ritrova solo su un pianeta remoto.
Invece di tornare a casa, Myron trova lavoro come agente commerciale su un vecchio cargo dello spazio, continuando così a viaggiare tra gli esotici pianeti della Dominazione Gaenica.

## Collegamenti con altre opere dell'autore
Il romanzo Lurulu del 2004 ne è il seguito.

## Critica
Elizabeth Hand, recensore di F&SF, ha lodato Ports of Call definendolo "delizioso", dichiarando che "si gode di Ports of Call come si fa con una restoration comedy, per l'oltraggiosa purezza dei suoi personaggi e la precisione della potenza descrittiva spesso lunatica, di Vance".